# 佐敦谷堆填區

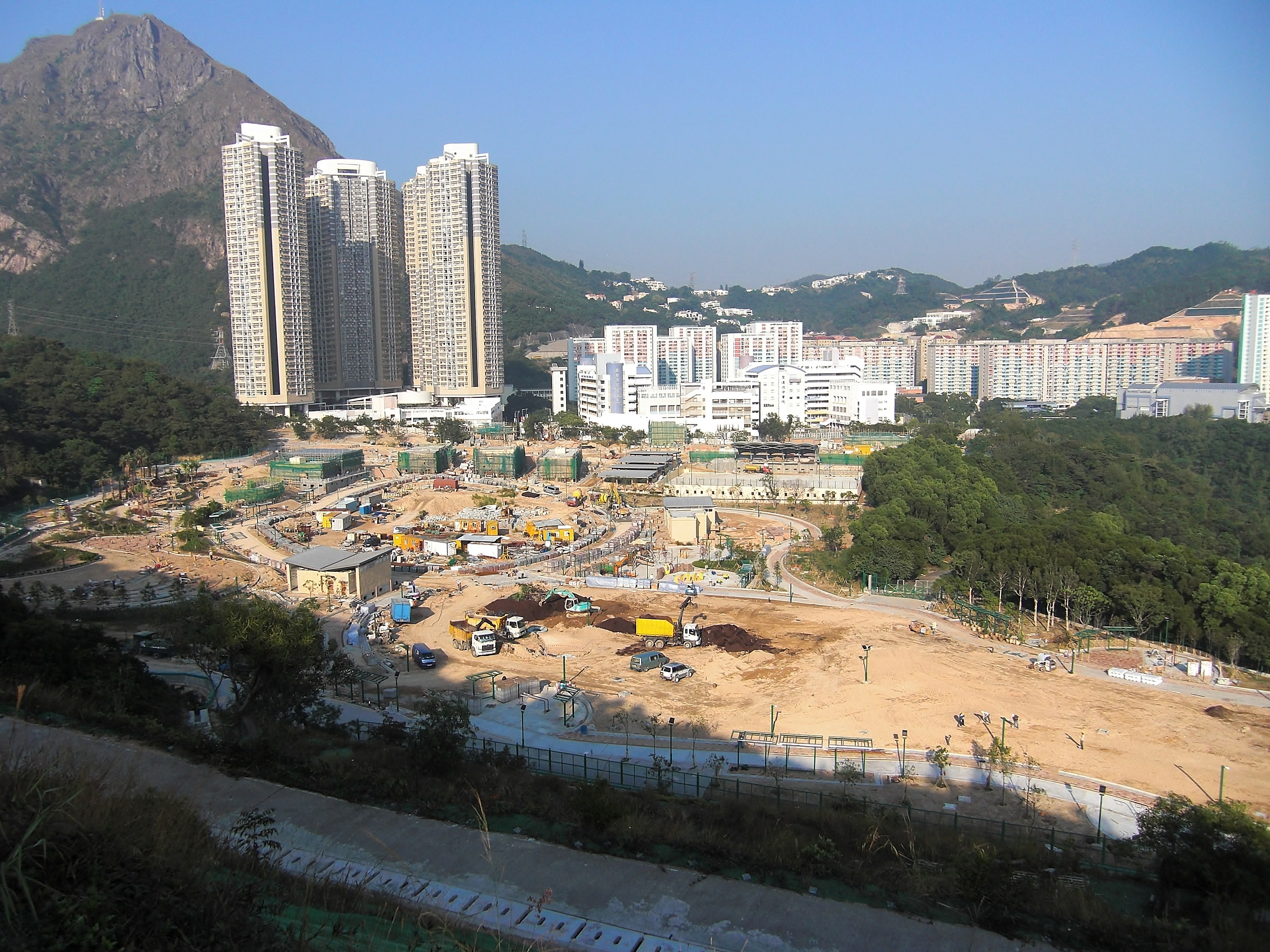
佐敦谷公園興建工程（攝於2009年12月，平山）

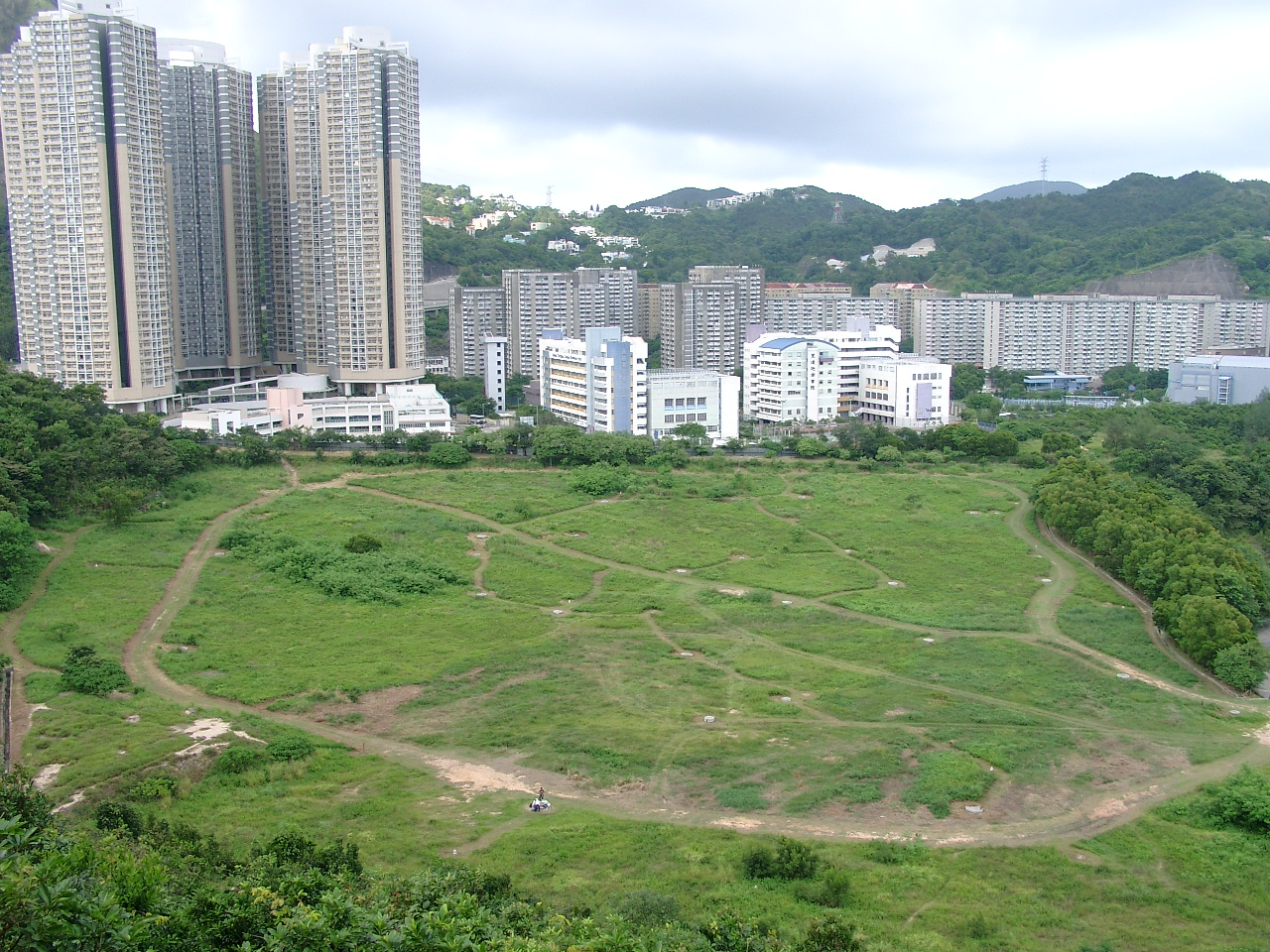
2006年的佐敦谷堆填區

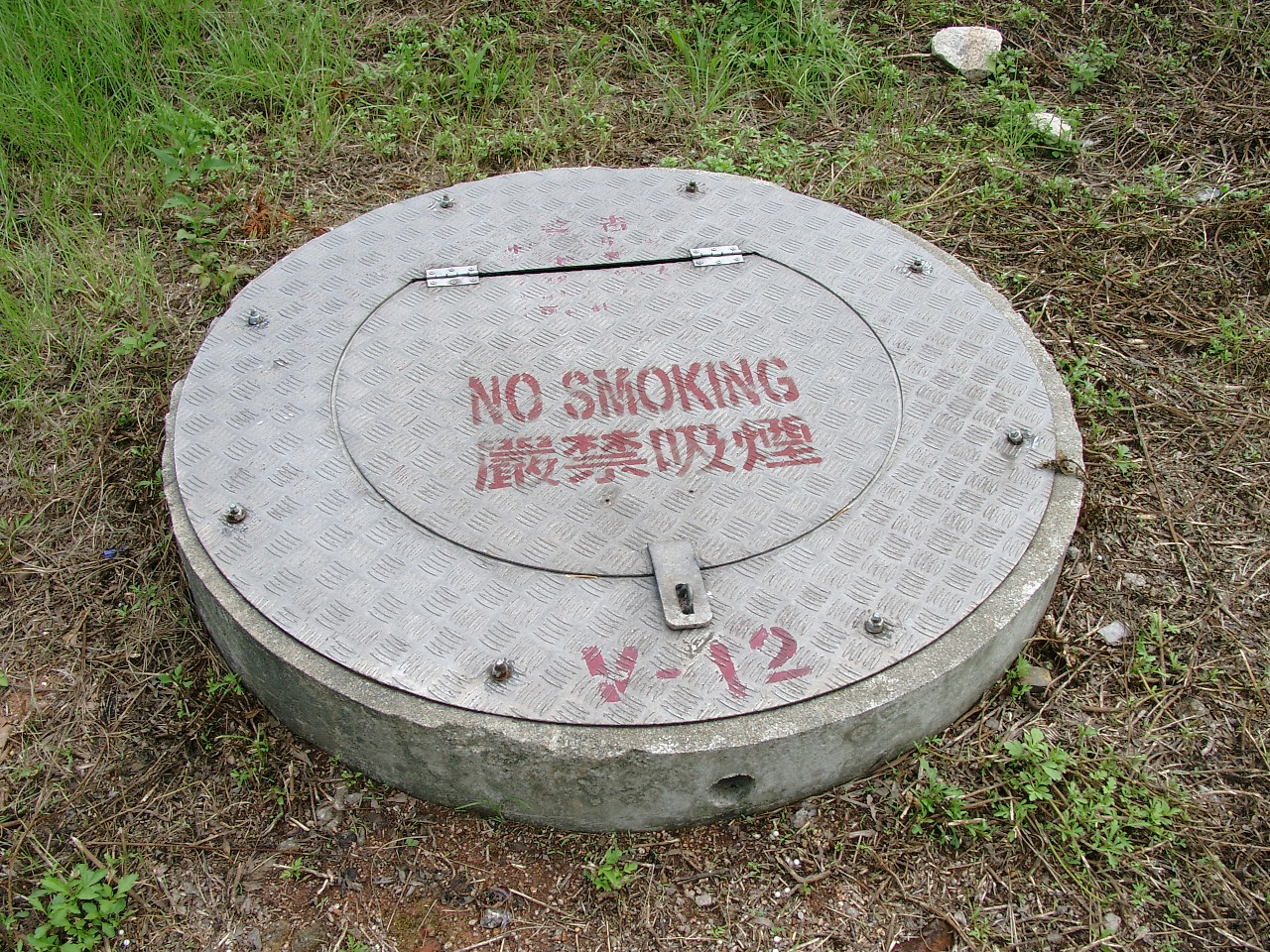
佐敦谷堆填區的堆填氣體排氣裝置

佐敦谷堆填區是香港一個已關閉的垃圾堆填區，位於觀塘佐敦谷北部，四順區的西南方。堆填區內部份土地前身為佐敦谷水塘和遠景村，水塘在1980年代初停用之後，此地被規劃為了一個面積約10.72公頃（即107,200平方米）的垃圾堆填區，在1986年4月開始運作。佐敦谷堆填區於1990年關閉前一共堆積了150萬公噸的廢物。現址已開發建成佐敦谷公園，並於2010年9月份落成啟用。

## 過去
佐敦谷堆填區前身為供應下佐敦谷一帶沖廁水的佐敦谷水塘。此水塘於1958年計劃興建，於1960年建成及大約於兩年後正式投入服務，最後於順利邨建成時被下令停用並將之填平。但實際上佐敦谷水塘並沒有被立即填平，反而成為一個積聚污水的大水坑，直至1980年代後期才正式被填平。
佐敦谷堆填區一直為四順區帶來很大的衛生問題，並成為蒼蠅等害蟲滋生的溫床。每逢夏日，尤其是吹西南風的日子，蒼蠅都會隨垃圾腐化衍生出來的臭味飛至四順區。就算是最接近飛鵝山一帶的順緻苑亦會比平時多了更多的蒼蠅。而且自堆填區滲出的臭氣於夏天有時更可傳至順利臨時房屋區（即今日的順利紀律部隊宿舍）一帶。佐敦谷堆填區最後與荔枝角焚化爐於1990年被下令逐步關閉，但因堆填區垃圾產生的蒼蠅與以及臭氣經已成為了不少順利區居民的集體回憶。
佐敦谷堆填區關閉後，除了用於排放地底堆填氣體的設施外並無其他主要的建築物。在堆填區中心依然能夠找到非正式的車路以及一些輪胎輾過的痕跡，表示仍間中有車輛駛入堆填區內。在順天邨停車場對面的順利邨道往順利邨方向則有一條被地盤鐵閘封閉的狹窄馬路可供工程車輛進入堆填區地段。
佐敦谷堆填區在經過環境保護署斥資2.49億元於1997年至1998年間進行修復工程後，加添了滲濾污水處理系統、泵水井及堆填氣體處理系統。佐敦谷堆填區的堆填氣體處理系統每小時可以收集125立方米的收集的堆填氣體，這些氣體可作發電以供堆填區使用及為處理堆填區的滲濾污水提供熱能——佐敦谷堆填區每小時會使用20立方米收集到的堆填氣體作以上用途（剩餘的堆填氣體會盡可能燃燒掉，令堆填氣體消除淨盡。）。而滲濾污水則會經過佐敦谷的污水處理設施處理過後流經前佐敦谷水塘主壩及佐敦谷渠。
雖然佐敦谷堆填區有告示表明禁止市民進入，而且鄰近的工程公司亦養有數批狗隻，但由於佐敦谷堆填區是一處空曠、少人前往而又比起其他郊區更容易到達，多年來依然有不少登山客及遙控飛機愛好者經常從新清水灣道、四順區及下佐敦谷一帶尋得小路，甚至私自開闢及建築道路進入堆填區的範圍內放模型飛機和放狗隻。現有的晨運徑亦有一些暗處能夠讓市民溜入堆填區。而堆填區的南端亦有晨運客非法種植的跡象。

## 修復與發展
曾有消息指香港賽馬會承諾為建設舊有堆填區為政府管理的康樂場所的計劃提供總額為3億港元的資金。佐敦谷公園（前稱「觀塘佐敦谷堆填區康樂設施工程」）已經展開，計劃建成環保公園、生態主題公園或自然生態公園、遙控模型車場、教育中心和天然草地門球場，工程於2008年初開始；公園已於2010年8月1日啟用。

## 圖片集

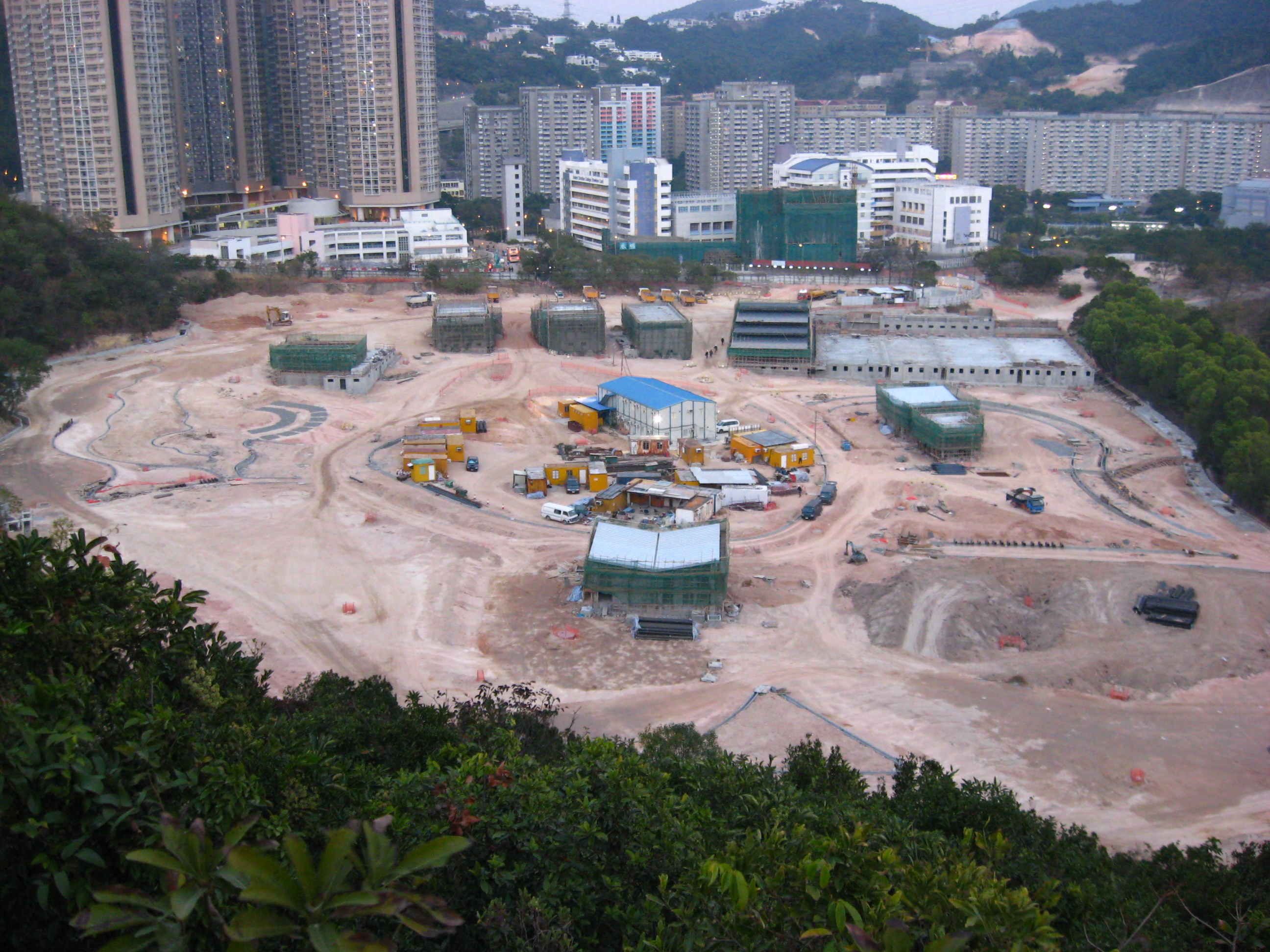
佐敦谷堆填區於2009年的情況
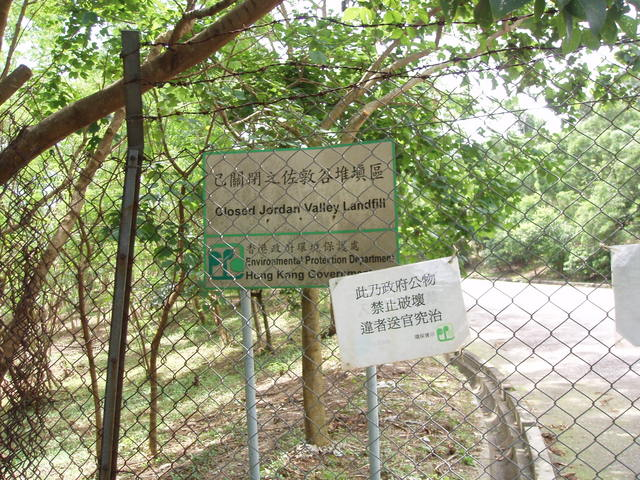
「已關閉之佐敦谷堆填區」路牌
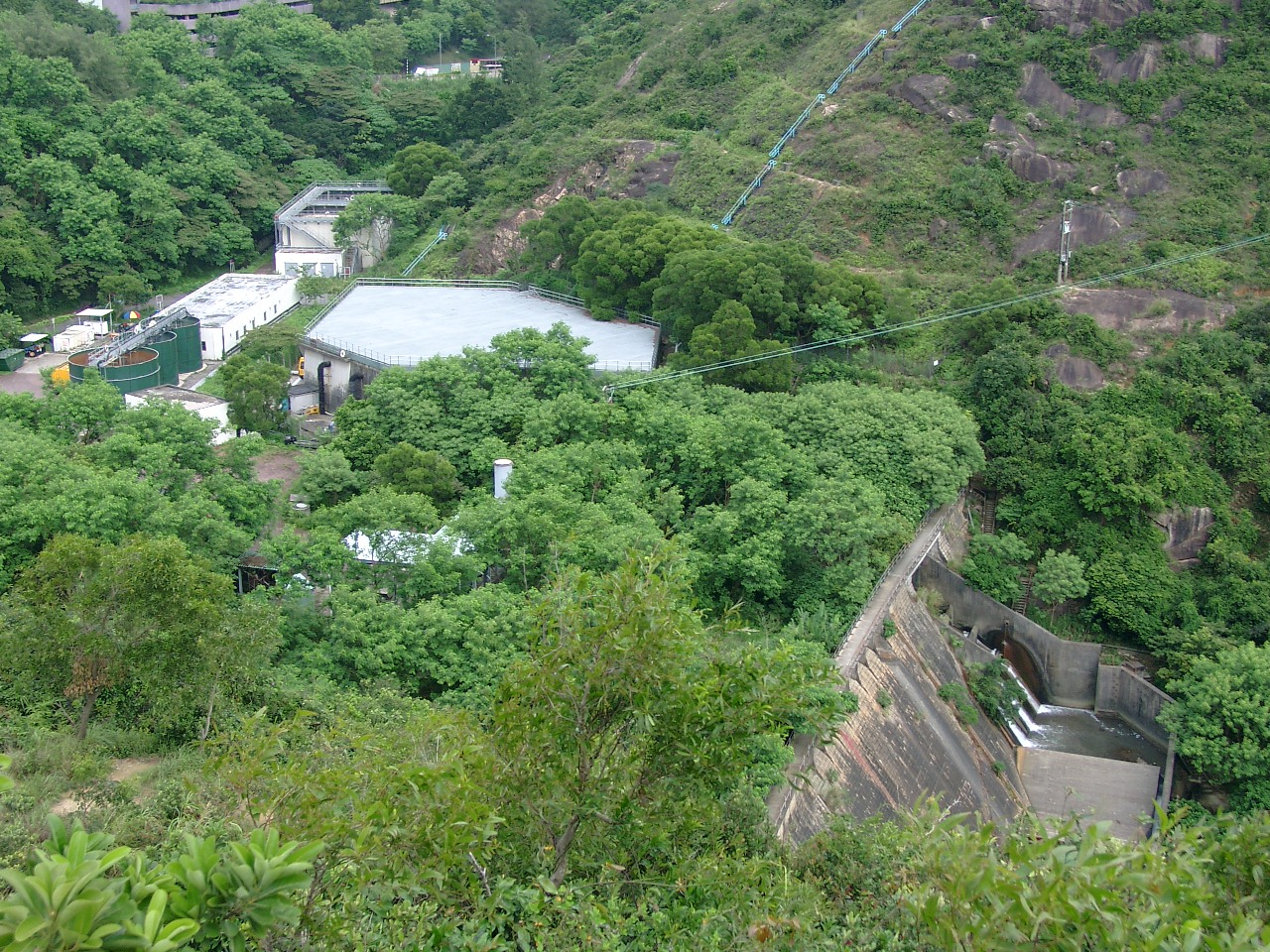
佐敦谷堆填區鄰近的滲濾污水處理設施
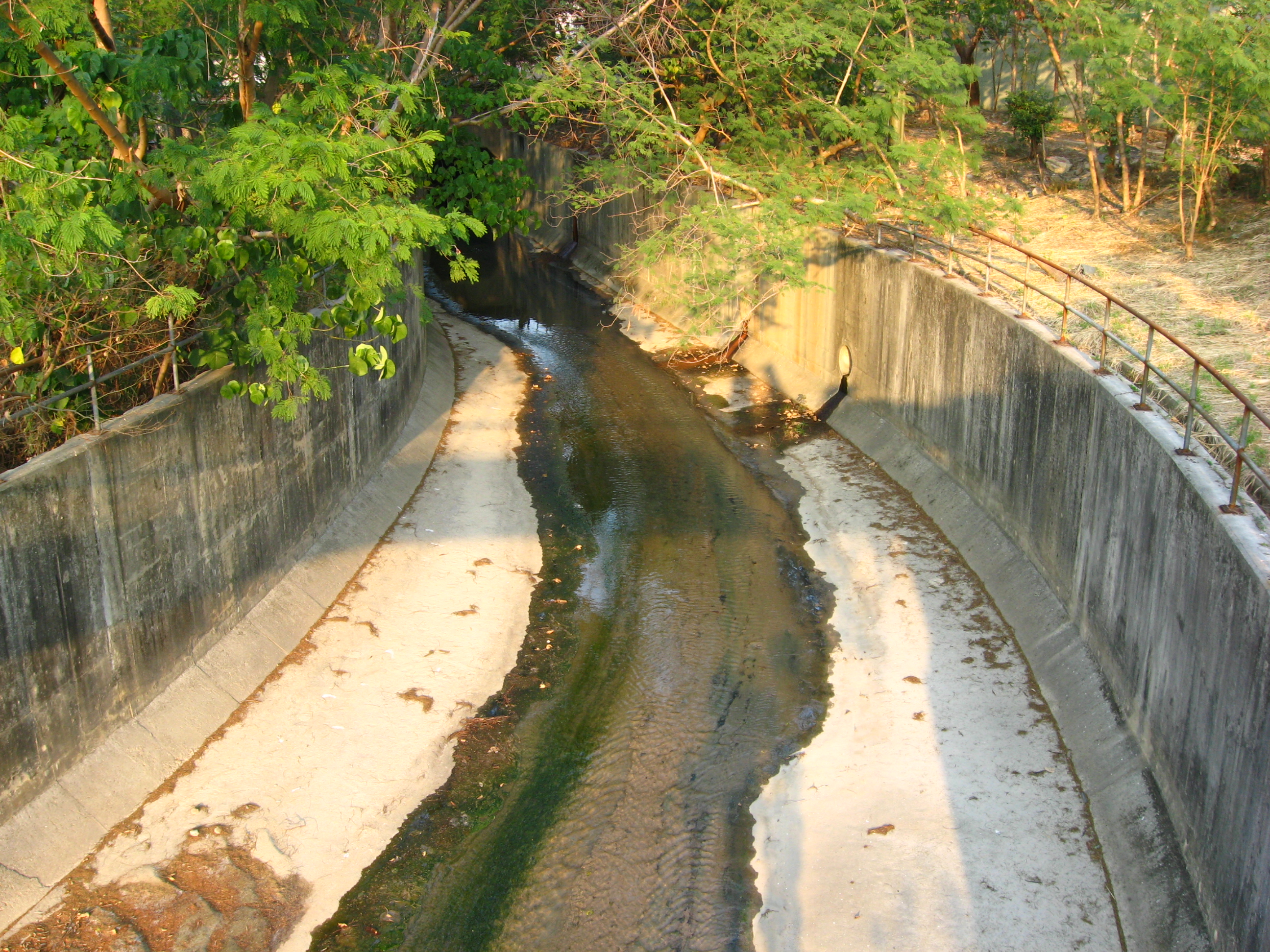
經處理過的污水流至前佐敦谷水塘水壩
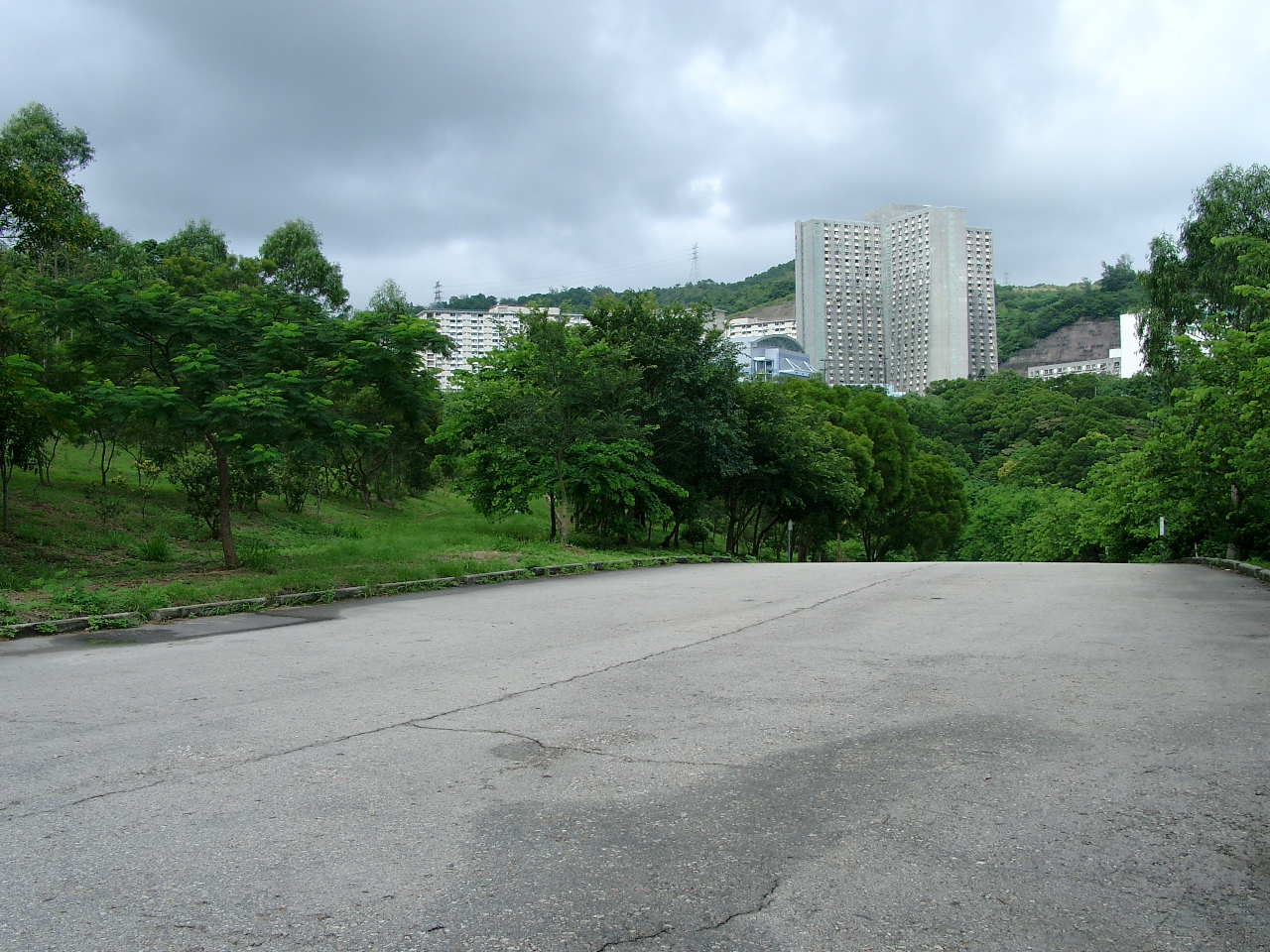
佐敦谷堆填區內的道路
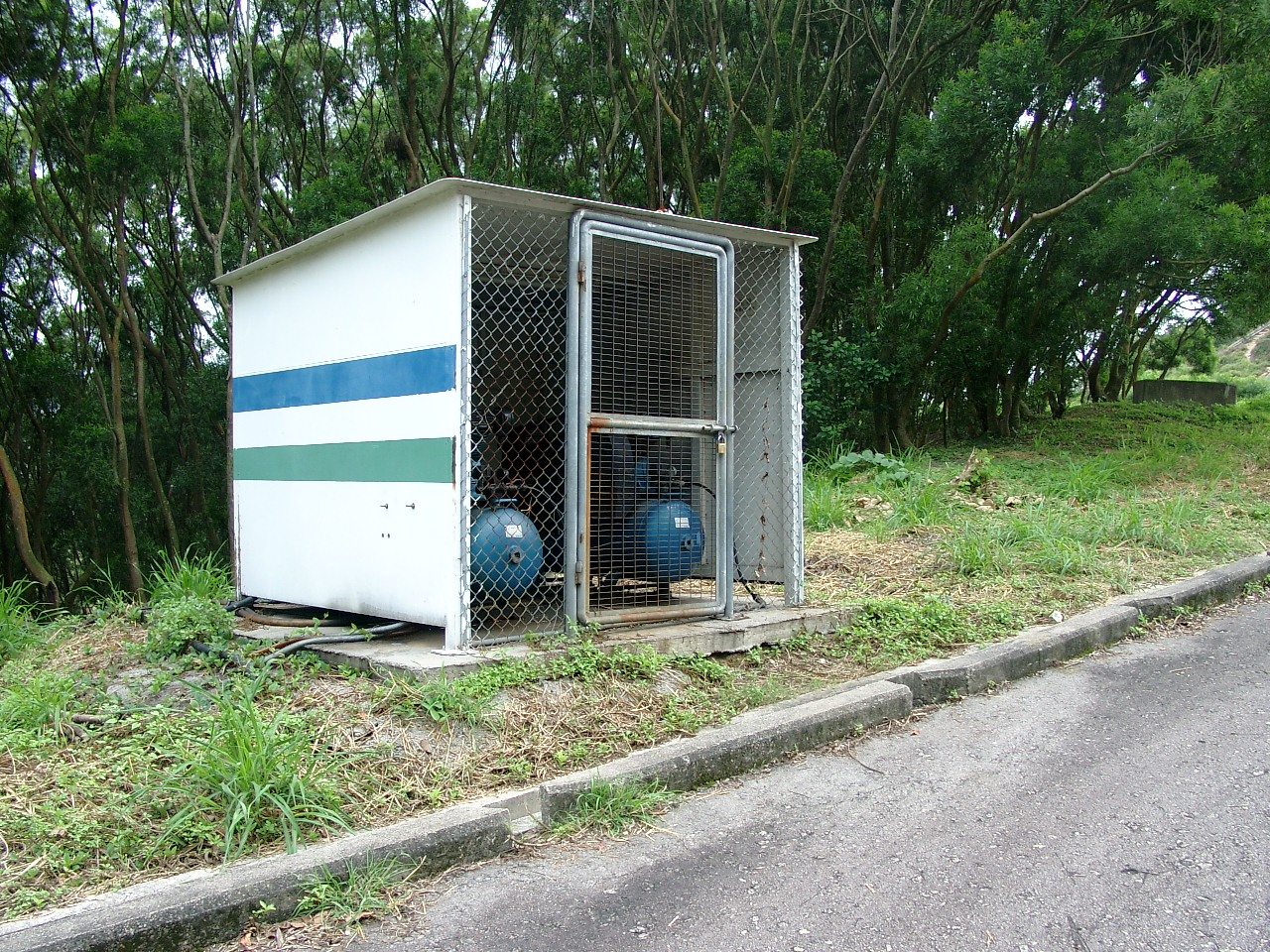
佐敦谷堆填區內的處理設施
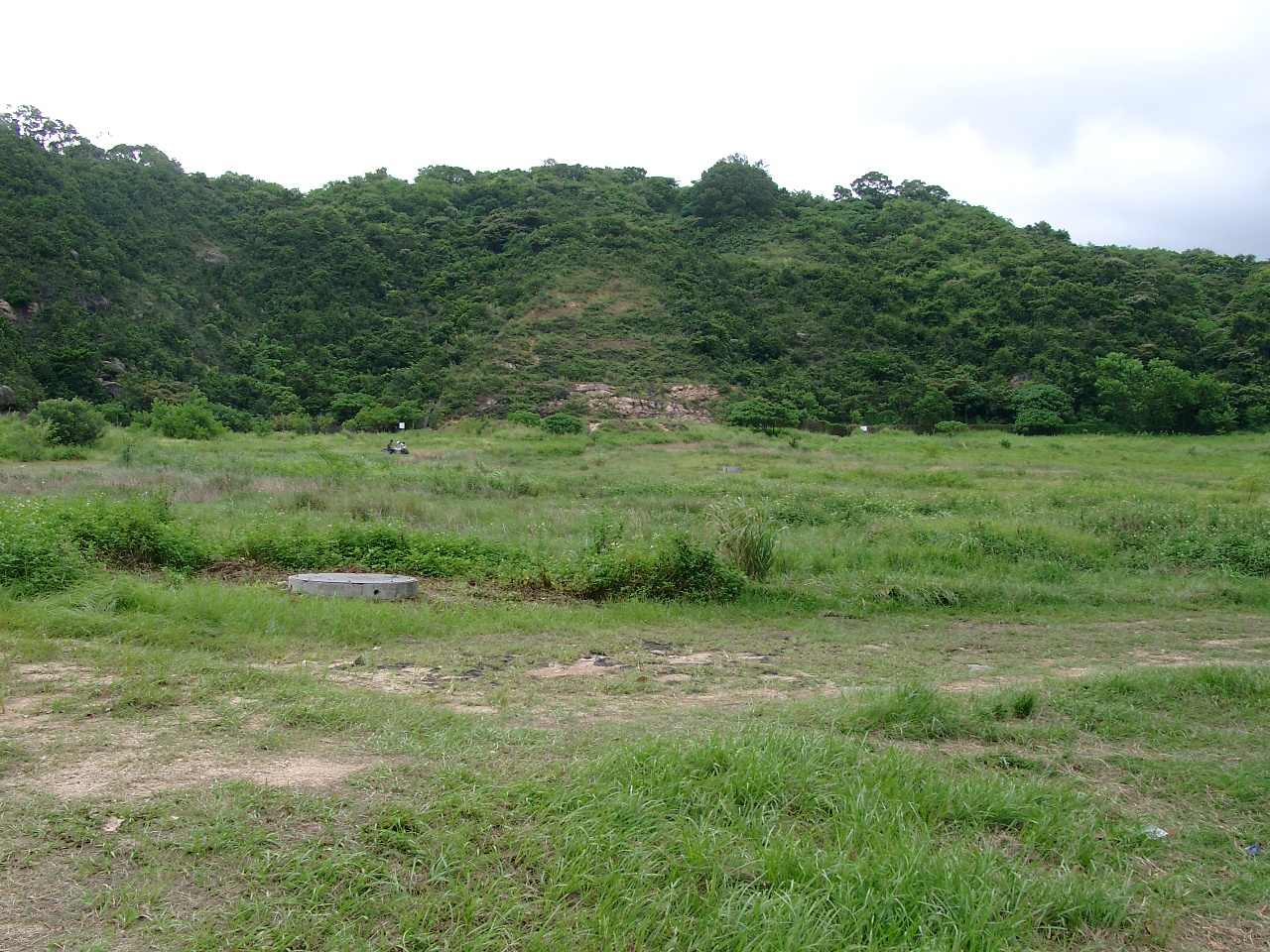
從佐敦谷堆填區望向平山
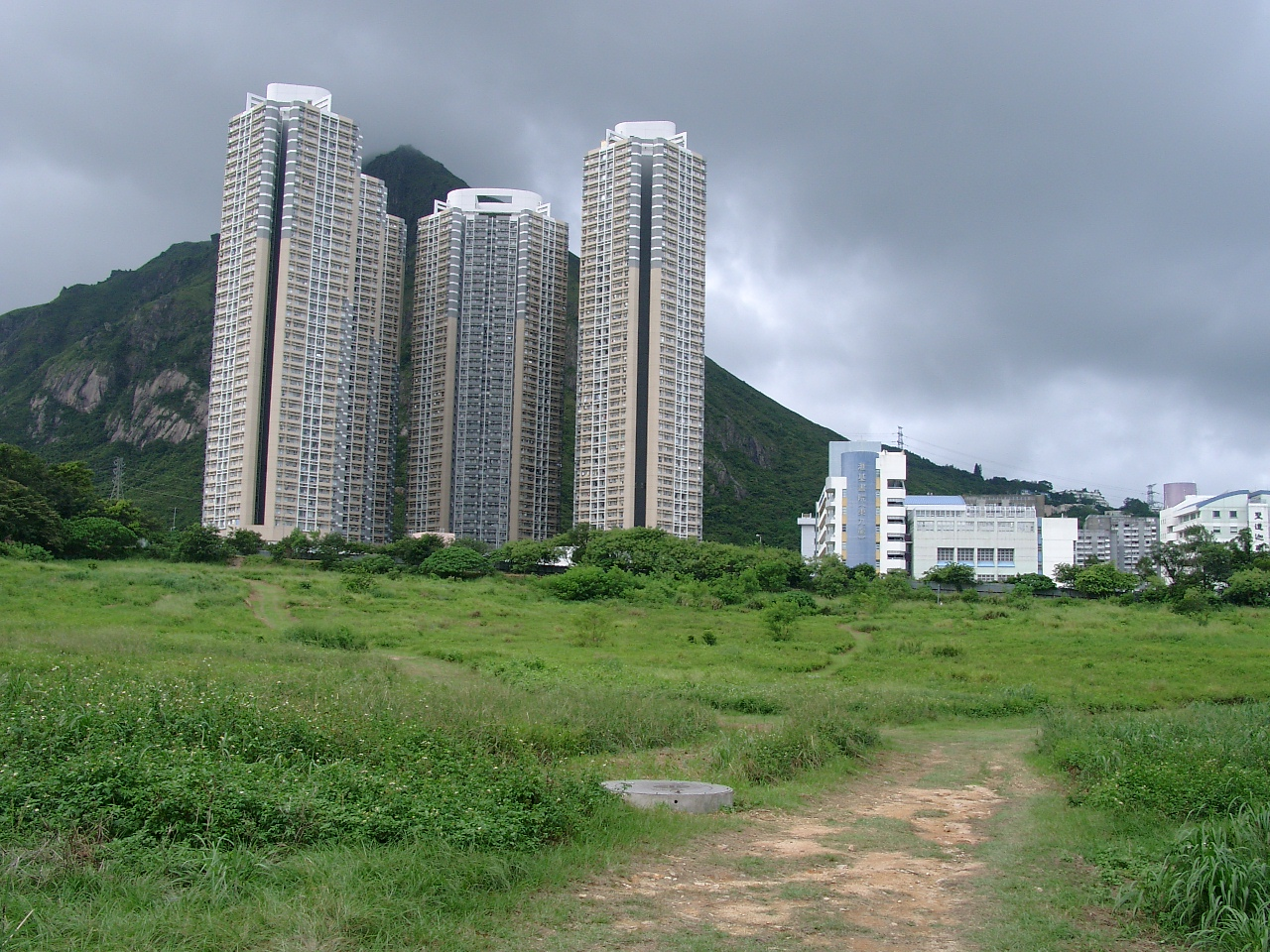
從佐敦谷堆填區望向順利紀律部隊宿舍
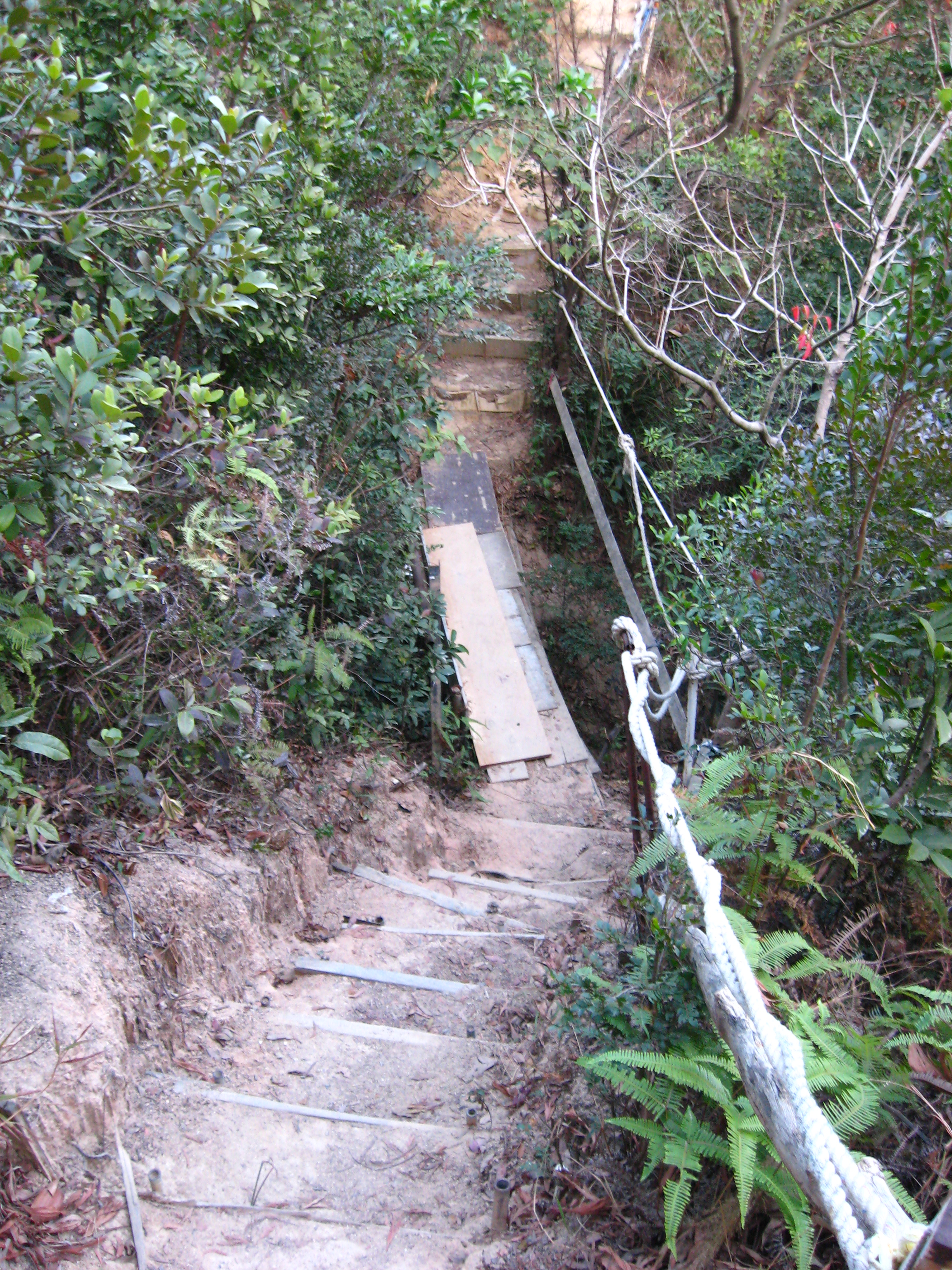
登山客私自開出通往佐敦谷堆填區的小徑

## 站外鏈結
- 堆填區的修復工程和修復後的用途（页面存档备份，存于）
- 廢物　問題與解決方案（页面存档备份，存于）
- 變堆填區為康樂設施（页面存档备份，存于）
- 香港地方 － 垃圾堆填區（页面存档备份，存于）
- Philip生活台 Friday, June 23, 2006[永久]
- 香港環境保護里程碑

1. ↑  華僑日報-1988年8月26日第5頁